# Ad Petri cathedram

Wappen von Papst Johannes XIII.

Am 29. Juni 1959 erließ Papst Johannes XXIII. die Enzyklika Ad Petri cathedram, die die Ankündigung des Zweiten Vatikanischen Konzils und erste Konzilsprogramme enthält.

## Ankündigung eines Konzils
Im Einklang mit der von ihm gewünschten Öffnung der katholischen Kirche im Vorfeld des am 25. Januar 1959 angekündigten Konzils sprach er in dieser Enzyklika von der Sehnsucht der Menschen, zur Einheit zu gelangen. Eine dreifache Einheit stand ihm vor Augen, nämlich in der Lehre, in der Organisation und in der gemeinsamen Verehrung Gottes. Themen, die in vielen Ansprachen zum Konzil und in der Sozialverkündigung Johannes’ XXIII. eine Rolle spielen sollten, wurden in diesem ersten Schreiben bereits angerissen.
Der Papst kündigte mit dieser Enzyklika eine neue Perspektive hinsichtlich der Ökumene an. Er stellt aber auch klar, dass es sich zunächst nur um ein innerkirchliches Konzil handeln sollte.

## Text und Literatur
- Über das Wachstum der Wahrheit, der Einheit und des Friedens unter dem Hauch der Liebe. Rundschreiben Papst Johannes' XXIII. „Ad Petri Cathedram“ an die ehrwürdigen Brüder, die Patriarchen, Primaten, Erzbischöfe, Bischöfe und die anderen Oberhirten, die mit dem Apostolischen Stuhl in Frieden und Gemeinschaft leben, sowie an den gesamten Klerus und die Christgläubigen des katholischen Erdkreises.  Verlagsanstalt Buchdruckerei Konkordia, Winterthur 1959. [Text der Enzyklika in deutscher Sprache]
- Guido Knopp: Vatikan. Die Macht der Päpste. C. Bertelsmann Verlag, München, 1997, ISBN 3-570-12305-7.